# Gymnastiek op de Olympische Zomerspelen 2020 – vloer vrouwen
De vloer voor de vrouwen op de Olympische Zomerspelen 2020 in Tokio vond plaats op 25 juli (kwalificatie) en op 2 augustus 2021 (finale). Jade Carey won met 14.366 de Olympische medaille het zilver was voor de Italiaanse turnster Vanessa Ferrari, De Japanse Mai Murakami behaalde gezamenlijk met  Angelina Melnikova de bronzen medaille, ze hadden identieke E-scores (8,266), en ook identieke D-scores (5,9). 

## Format
Alle deelnemende turnsters moesten een kwalificatie-oefening turnen. De beste acht deelnemers gingen door naar de finale. Echter mochten er maximaal twee deelnemers per land in de finale komen. De scores van de kwalificatie werden bij de finale gewist, en alleen de scores die in de finale gehaald werden, telden.

## Uitslag
- D-score; de moeilijkheidsgraad van de oefening
- E-score; de uitvoeringsscore van de oefening
- Straf; straffen die zijn gegeven door de jury
- Totaal; D-score + E-score - straf geeft de totaalscore

### Kwalificatie
| Rang | Gymnaste            | Gymnaste | D-score | E-score | Straf | Totaal |       |
| ---- | ------------------- | -------- | ------- | ------- | ----- | ------ | ----- |
| 1    | Vanessa Ferrari     | ITA      | 5.9     | 8.266   |       | 14.166 | Q     |
| 2    | Simone Biles        | USA      | 6.7     | 7.733   | 0.300 | 14.133 | Q WD1 |
| 3    | Jade Carey          | USA      | 6.2     | 7.900   |       | 14.100 | Q     |
| 4    | Rebeca Andrade      | BRA      | 5.7     | 8.366   |       | 14.066 | Q     |
| 5    | Jessica Gadirova    | GBR      | 5.5     | 8.533   |       | 14.033 | Q     |
| 6    | Viktoria Listoenova | ROC      | 5.6     | 8.400   |       | 14.000 | Q     |
| 7    | Angelina Melnikova  | ROC      | 5.8     | 8.200   |       | 14.000 | Q     |
| 8    | Mai Murakami        | JPN      | 5.8     | 8.133   |       | 13.933 |       |
| 9    | Jennifer Gadirova   | GBR      | 5.4     | 8.400   |       | 13.800 | R1    |
| 10   | Vladislava Urazova  | ROC      | 5.3     | 8.333   |       | 13.633 | –     |
| 11   | Lilia Akhaimova     | ROC      | 5.8     | 7.833   |       | 13.633 | –     |
| 12   | Nina Derwael        | BEL      | 5.0     | 8.566   |       | 13.566 | R2    |
| 13   | Jordan Chiles       | USA      | 5.9     | 7.666   |       | 13.566 | –     |
| 14   | MyKayla Skinner     | USA      | 6.0     | 7.566   |       | 13.566 | –     |
| 15   | Brooklyn Moors      | CAN      | 5.1     | 8.433   |       | 13.533 | R3    |

Reserve
- Jennifer Gadirova  GBR Mocht alsnog deelnemen aan de finale, dankzij de afzegging van de Amerikaanse turnster Simone Biles.
- Nina Derwael  BEL
- Brooklyn Moors  CAN

- Slechts twee gymnastes per land mogen door naar de finale. Er werden geen gymnastes uitgesloten van de finale vanwege het quotum, hoewel turnsters Vladislava Urazova en Lilia Akhaimova en de Amerikaanse gymnastes Jordan Chiles en MyKayla Skinner werden uitgesloten als reserve vanwege deze twee-per-land-regel.

### Finale
| Rang   | Gymnast             | Gymnast | D-score | E-score | Straf | Totaal |
| ------ | ------------------- | ------- | ------- | ------- | ----- | ------ |
| Goud   | Jade Carey          | USA     | 6.3     | 8.066   |       | 14.366 |
| Zilver | Vanessa Ferrari     | ITA     | 5.9     | 8.300   |       | 14.200 |
| Brons  | Mai Murakami        | JPN     | 5.9     | 8.266   |       | 14.166 |
| Brons  | Angelina Melnikova  | ROC     | 5.9     | 8.266   |       | 14.166 |
| 5      | Rebeca Andrade      | BRA     | 5.9     | 8.233   | 0.100 | 14.033 |
| 6      | Jessica Gadirova    | GBR     | 5.6     | 8.400   |       | 14.000 |
| 7      | Jennifer Gadirova   | GBR     | 5.1     | 8.133   |       | 13.233 |
| 8      | Viktoria Listoenova | ROC     | 5.2     | 7.300   | 0.100 | 12.400 |

1952: Ágnes Keleti ·
1956: Ágnes Keleti, Larissa Latynina ·
1960: Larissa Latynina ·
1964: Larissa Latynina ·
1968: Věra Čáslavská, Larisa Petrik ·
1972: Olga Korboet ·
1976: Nelli Kim ·
1980: Nadia Comăneci, Nelli Kim ·
1984: Ecaterina Szabo ·
1988: Daniela Silivaș ·
1992: Lavinia Miloşovici ·
1996: Lilija Podkopajeva ·
2000: Jelena Zamolodtsjikova ·
2004: Cătălina Ponor ·
2008: Sandra Izbașa · 
2012: Aly Raisman · 
2016: Simone Biles · 
2020: Jade Carey · 
2024: Rebeca Andrade